# La Colère des Titans
Série
Le Choc des Titans
(2010)
Pour plus de détails, voir Fiche technique et Distribution.
La Colère des Titans (Wrath of the Titans) est un film américano-espagnol réalisé par Jonathan Liebesman et sorti en 2012. C'est la suite du film Le Choc des Titans (Clash of the Titans) réalisé par Louis Leterrier, sorti en 2010 (lui-même remake du film sorti en 1981 de Desmond Davis).
Sam Worthington, Liam Neeson et Ralph Fiennes reprennent leurs rôles du premier film.

## Synopsis
Dix ans après les événements liés à Hadès et le kraken, Persée est redevenu un simple pêcheur et élève seul son fils de dix ans, Héléos, après la mort de sa femme Io quelque temps auparavant. Pendant ce temps, le manque de dévotion des humains affaiblit les dieux de l'Olympe, qui sont sur le point de perdre le contrôle des monstrueux Titans, en particulier de leur chef, Cronos, vaincu et enfermé dans le Tartare par Zeus, Hadès et Poséidon dans un passé lointain. Reprenant ses complots contre Zeus, Hadès passe un pacte avec le dieu de la guerre, Arès, et Cronos en personne. Tous trois parviennent à capturer Zeus et à l'enfermer dans les Enfers. Les Titans libérés sèment la désolation dans le monde. Persée est alors contraint de sortir de sa retraite ; avec l'aide d'Andromède, d'Agénor fils de Poséidon, et du dieu Héphaïstos, il se met en devoir de libérer Zeus et de sauver l'humanité.

## Fiche technique
- Titre original : Wrath of the Titans
- Titre français : La Colère des Titans
- Réalisation : Jonathan Liebesman
- Scénario : Dan Mazeau et David Leslie Johnson-McGoldrick
  - d'après une histoire de : Greg Berlanti, David Leslie Johnson-McGoldrick et Dan Mazeau
  - d'après le scénario original de Beverley Cross (1981)
- Musique : Javier Navarrete
- Direction artistique : Thomas Brown, Jordan Crockett, Stuart Kearns, Paul Kirby, Mike Stallion, Hayley Easton Street et Mark Swain
- Décors : Charles Wood
- Costumes : Jany Temime
- Photographie : Ben Davis
- Son : Mike Dowson, Mark Taylor, Dominic Gibbs
- Montage : Martin Walsh
- Production : Basil Iwanyk et Polly Johnsen

Production déléguée : Louis Leterrier, Thomas Tull, Kevin de la Noy, Jon Jashni et Callum McDougall
- Sociétés de production[3] :
  - États-Unis : Cott Productions et Thunder Road Pictures, avec la participation de Warner Bros., en association avec Legendary Entertainment
  - Espagne : Furia de Titanes II A.I.E. (Santa Cruz de Tenerife) et Sur-Film (Îles Canaries)[4]
- Société de distribution : Warner Bros.
- Budget : 150 millions de $[5]
- Pays d'origine :  États-Unis,  Espagne
- Langue originale : anglais
- Format[6] : couleur (Technicolor) - 35 mm / 70 mm / D-Cinema - 1,85:1 (Panavision) - son SDDS | Datasat | Dolby Digital
- Genre : action, aventures, fantastique, fantasy
- Durée : 99 minutes
- Dates de sortie[7] :
  - France, Belgique, Suisse romande[8] : 28 mars 2012
  - États-Unis, Espagne, Québec[9] : 30 mars 2012
- Classification[10] :
  -  États-Unis : Accord parental recommandé, film déconseillé aux moins de 13 ans (certificat #47425) (PG-13 - Parents Strongly Cautioned)[Note 1].
  -  Espagne : Déconseillé aux enfants de moins de 12 ans[11].
  -  France : Tous publics (visa d'exploitation no 132604 délivré le 22 mars 2012)[12].
  -  Québec : Tous publics (G - General Rating)[9].
  -  Suisse romande : Interdit aux moins de 12 ans[13].

## Distribution
Source et légende : Version française (VF) ; Version québécoise (VQ)
- Sam Worthington (VF : Adrien Antoine ; VQ : Gilbert Lachance) : Persée
- Liam Neeson (VF : Samuel Labarthe ; VQ : Éric Gaudry) : Zeus
- Ralph Fiennes (VF : Patrick Laplace ; VQ : Jean-Luc Montminy) : Hadès
- Édgar Ramírez (VF : Didier Cherbuy ; VQ : Patrice Dubois) : Arès
- Danny Huston (VF : Pierre Margot ; VQ : Jacques Lavallée) : Poséidon
- Rosamund Pike (VF : Laura Blanc ; VQ : Anne Dorval) : Andromède[16]
- Bill Nighy (VF : Georges Claisse ; VQ : Pierre Auger) : Héphaïstos[17]
- Toby Kebbell (VF : Rémi Bichet ; VQ : Jean-François Beaupré) : Agénor[17]
- John Bell (VQ : Nicolas DePasillé-Scott) : Héléos
- Lily James : Korrina
- Alejandro Naranjo : Mantius
- Freddy Drabble : Apollon
- Kathryn Carpenter : Athéna
- Matt Milne : le premier garde d'élite
- Kett Turton : le deuxième garde d'élite
- Sinéad Cusack : Cléa
- Spencer Wilding : le Minotaure

## Production

### Genèse du projet
Cette suite a été annoncée par la Warner très vite après la sortie du Choc des Titans en avril 2010.

### Distribution des rôles
Parmi les acteurs du premier film, quatre d'entre eux, Sam Worthington, Liam Neeson, Ralph Fiennes et Danny Huston reprennent leurs rôles respectifs de Persée, Zeus, Hadès et Poséidon. D'autres personnages du premier film reviennent mais prennent plus d'importance, ce qui conduit à un nouveau casting tandis que d'autres acteurs non disponibles sont remplacés. Rosamund Pike remplace Alexa Davalos dans le rôle d'Andromède, Édgar Ramírez succède à Tamer Hassan dans le rôle d'Arès et Kathryn Carpenter remplace Izabella Miko dans celui d'Athéna.

### Tournage
Le début du tournage en Angleterre, d'abord programmé pour le 1er février 2011, démarre finalement fin mars[réf. nécessaire][Où ?].

## Bande originale
Sauf indication contraire, les informations mentionnées dans cette section peuvent être confirmées par la base de données cinématographiques IMDb,  présente dans la section « Liens externes ».
Aucune musique n'est mentionnée dans le générique du film.
Par Javier Navarrete :
- Wrath of the Titans
- Humans stopped praying
- Zeus in the Underworld
- Attack of the Chimera
- Son of Zeus
- Pegasus
- Andromeda
- Cyclops
- The Orb
- Ares fights
- Perseus in the Labyrinth
- Escape from Tartarus
- To the battle
- Brother Ares
- Zeus leaves
- Kronos Megalos

## Accueil

### Sortie
La sortie du film a d'abord été programmée pour le 23 mars 2012, puis a été déplacée au 30 mars 2012 aux États-Unis.
En France, elle a eu lieu le 28 mars 2012.

### Accueil critique

#### Aux États-Unis
La Colère des Titans a reçu des critiques largement défavorables à sa sortie. Le site agrégateur de critiques américain Metacritic attribue au film une moyenne de 37 sur 100 sur la base de 32 critiques. Rotten Tomatoes, site britannique du même type, attribue au film la note globale de 27 sur 100 « Rotten » (« Pourri ») sur la base de 172 critiques, avec le résumé suivant : « Ses effets de 3D relief sont en amélioration par rapport à ceux de son prédécesseur, mais sous pratiquement tous les autres rapports La Colère des titans échoue à améliorer le jeu d'acteur guindé, les dialogues raides et l'intrigue chaotique du premier volet de la franchise. »

#### En France
En France, le site Allociné propose une note moyenne de 1,8⁄5 à partir de l'interprétation de critiques provenant de 5 titres de presse.
Plusieurs critiques reconnaissent quelques améliorations par rapport au film précédent, tout en jugeant que le résultat reste très insuffisant. Sur le site Critikat, Vincent Avenel, qui donne au film la note de 2 sur 5, le juge « moins totalement raté que son premier épisode » car « Au moins, les scènes d’action sont lisibles à peu près la moitié du temps » et remarque « quelques idées de mise en scène 3D acceptables », mais il trouve que rien ne change par rapport au premier épisode, qu'il s'agisse du scénario, qui tient davantage de « adaptation officieuse de la série de jeux vidéo God of War » que d'une quelconque fidélité aux épopées mythologiques, ou bien du jeu des acteurs marqué par un « Persée-Worthington (…) toujours aussi atone ». Selon lui, le film « étouffe sous le cahier des charges imposé par son budget ». Dans L'Écran fantastique, Yann Lebecque voit dans La Colère des Titans « [Une] grosse machine sans âme, où les acteurs viennent cachetonner comme d'autres se rendent au bureau, sans vision d'auteur ».
D'autres critiques ne sont pas convaincus du tout. Dans le magazine de cinéma Écran large, Simon Riaux estime « difficile de croire qu'il s'agit là d'un produit fini, tant la chose recèle d'aberrations et d'erreurs techniques, soulignées par un script d'une bêtise rare ». Dans le magazine de cinéma fantastique Mad Movies, Alexandre Poncet juge cette suite de remake « consternante de bout en bout » et estime même de son côté qu'elle « ferait presque regretter l'essai déjà vacillant de Louis Leterrier ».

### Box office
| Pays ou région | Box-office    | Date d'arrêt du box-office | Nombre de semaines |
| -------------- | ------------- | -------------------------- | ------------------ |
| Mondial        | 305 270 083 $ |                            |                    |
| États-Unis     | 83 670 083 $  |                            |                    |

## Distinctions
Entre 2012 et 2013, La Colère des Titans a été sélectionné 5 fois dans diverses catégories et a remporté 2 récompenses,.

### Récompenses
- Prix BMI du cinéma et de la télévision 2012 : Prix BMI de la meilleure musique de film décerné à Javier Navarrete.
- Prix des arts médiatiques Latino Américain 2012 : Prix ALMA du Meilleur acteur dans un second rôle décerné à Édgar Ramírez.

### Nominations
- Prix du jeune public 2012 : Meilleur film de science-fiction ou fantastique.
- MTV Movie Awards 2013 : Meilleure scène d'action.
- Prix Razzie 2013 : Pire acteur dans un second rôle pour Liam Neeson[29],[30].

## Analyse

### Rapports avec les mythes antiques
(août 2025).
- Si vous ne connaissez pas le sujet, laissez ce bandeau (vous pouvez alors contacter les auteurs).
- Si vous supprimez le contenu mis en cause (vous pouvez préalablement contacter les auteurs),

argumentez précisément cette suppression dans la page de discussion
(un manque de référence n'est pas un argument ; une recherche réelle de référence doit avoir été effectuée, être formellement documentée).
Contrairement au premier film, Le Choc des Titans qui s'inspirait du mythe antique de Persée comme le film de 1981 dont il était le remake, cette suite est une histoire totalement originale qui ne s'inspire d'aucun mythe en particulier bien que vaguement basée sur des personnages de la mythologie grecque. Le film Le Choc des Titans de 1981 n'avait pas de suite, ce film n'est donc pas un remake comme son prédécesseur.
- Dans la mythologie, Agénor est bien un demi-dieu, fils de Poséidon et il est un roi phénicien de Tyr, il serait le père d'Europe qui sera enlevée par Zeus sous forme d'un taureau. De leur union naîtront Minos, Rhadamanthe et Sarpédon ; Minos étant l'époux de Pasiphaé qui engendrera le Minotaure en s'accouplant avec le Taureau de Crète. Cependant dans le film, on peut voir le Minotaure que Persée affronte dans le Tartare, celui-ci était donc déjà né bien qu'il soit censé venir au monde plusieurs générations après Agénor.
- Parmi les créatures s'échappant du Tartare, les plus importantes sont les Chimères bien que dans la mythologie, il n'y ait qu'une seule Chimère, un hybride avec une tête de lion, un corps (et une autre tête) de chèvre, et une queue de serpent. Elle fut tuée par le héros Bellérophon chevauchant Pégase, événement qui d'après les sources antiques aurait eu lieu après que Pégase ait aidé Persée à vaincre le Kraken.
- Parmi ces créatures, on voit aussi des hommes possédant deux bustes et plusieurs bras, ils sont inspirés par les Hécatonchires, des géants à cent bras et cinquante têtes qui dans la mythologie sont les enfants d'Ouranos et de Gaïa comme les Titans et les Cyclopes.
- Lorsque Persée et ses compagnons traversent la mer pour rejoindre l'île du déchu, on découvre que c'est le repaire du dieu Héphaïstos où se trouve sa forge, d'après les mythes antiques, cette île est la Sicile et sa forge serait dans le volcan Etna bien que ce ne soit pas précisé dans le film. Les trois cyclopes qui aident Héphaïstos à forger le foudre de Zeus apparaissent également, ce sont les cyclopes ouraniens également fils d'Ouranos et de Gaïa, ils se nomment Brontès, Stéropès et Argès. Il pourrait cependant aussi s'agir de trois autres cyclopes forgerons qui assistent Héphaïstos et nommés Acamas, Pyracmon et Adnanos. Ces cyclopes sont cependant confondus avec les cyclopes pasteurs anthropophages tel que Polyphème, fils de Poséidon car ils bâtissent des pièges pour capturer des proies.
- Andromède est désormais reine d'Argos après la mort de ses parents dans le premier film, lesquels régnaient sur l'Éthiopie dans le mythe antique mais il semble désormais, d'après Persée, qu'elle soit reine de toute la Grèce qui n'avait pourtant pas d'unité politique à l'époque des mythes et Argos n'en a jamais été la capitale. Notons que si contrairement au mythe, Persée n'épousait pas Andromède après l'avoir sauvée, mais Io dans le premier film, on découvre ici que sa femme est morte au cours des dix années séparant les deux films dans la chronologie mais il semble qu'à la fin de ce film, Persée se mette en couple avec Andromède car il échange un baiser avec elle, ce qui rétablit la cohérence avec le mythe antique.
- Dans les mythes antiques, les Titans Cronos et Rhéa eurent six enfants, les déesses Hestia, Déméter et Héra et les dieux Hadès, Poséidon et Zeus ; Cronos, qui craignait d'être détrôné par l'un de ses enfants comme il avait lui-même détrôné son père Ouranos, décida donc de dévorer tous ses enfants, seul Zeus en réchappa grâce à sa mère, par la suite il vainquit son père et les autres Titans à l'aide des Cyclopes et des Hécatonchires qu'il libéra. Il fit ensuite sortir ses frères et sœurs du ventre de son père. Zeus fut donc seul à vaincre Cronos et ne le fit pas avec l'aide de Poséidon et de Hadès comme sous-entendu dans le film où le foudre de Zeus, le trident de Poséidon et la fourche de Hadès s'unissent pour former la « Lance du Trium », seule arme capable de vaincre Cronos. Cette arme est une invention du film et n'apparaît pas dans les mythes antiques. De plus le nom de cette lance est à consonance latine, « Trium » signifiant « trois », alors qu'il devrait être à consonance grecque. En grec, cela donnerait « Lance du Gamma ».
- En dehors de Cronos, les autres Titans ne sont pas mentionnés dans le film, ils avaient pourtant tous été enfermés au Tartare excepté certains qui avaient soutenu Zeus.
- Contrairement au premier film et au film de 1981 où le terme « Titans » désignait les monstres comme le Kraken et Méduse, il désigne à nouveau ici les divinités primordiales enfants d'Ouranos et de Gaïa tel Cronos bien qu'il semble aussi désigner par erreur les Chimères et les Hécatonchires.
- Seuls six dieux sont présents dans le film, Zeus, Poséidon, Hadès, Arès, Héphaïstos et Athéna brièvement. Les autres divinités olympiennes, Héra, Artémis, Apollon, Hermès, Hestia, Déméter et Dionysos qui apparaissaient brièvement lors du conseil des dieux sur le Mont Olympe dans le premier film ne réapparaissent pas, Héphaïstos est le seul qu'on ne voyait pas dans le film de 2010, à noter qu'il mentionne son épouse, la déesse Aphrodite qui n'apparaissait pas non plus dans le premier film, mais il en parle avec regret, ce qui laisse à penser qu'elle est déjà morte. Si Zeus dit que les dieux sont en danger de disparition, seuls ceux qui sont tués ou ont épuisé leurs forces disparaissent en s'effondrant sous forme de statues de sable. Si on ne voit pas explicitement Héphaïstos mourir, on suppose qu'il a été tué sous les coups d'Arès. Il semble donc que Hadès soit le seul dieu encore vivant à la fin du film où il affirme avoir perdu tout son pouvoir, il n'est pas précisé s'il est devenu mortel ou est néanmoins resté immortel. Le sort des autres dieux est inconnu, on suppose donc qu'ils ont déjà disparu dès le début du film lorsque Zeus vient voir Persée ou lorsque Cronos commence à absorber les forces de Zeus.

### Rapports avec d'autres œuvres
- Si vous ne connaissez pas le sujet, laissez ce bandeau (vous pouvez alors contacter les auteurs).
- Si vous supprimez le contenu mis en cause (vous pouvez préalablement contacter les auteurs),

argumentez précisément cette suppression dans la page de discussion
(un manque de référence n'est pas un argument ; une recherche réelle de référence doit avoir été effectuée, être formellement documentée).
- Certaines critiques[Lesquelles ?] du film lui reprochent d'être une « adaptation officieuse de la série de jeux vidéo God of War », il y a en effet de nombreux aspects du scénario du film qui rappellent cette série de jeux vidéo présentant l'univers de la mythologie grecque avec un héros violent, Kratos et des monstres tirés des mythes.
  - Dans le premier jeu, God of War sorti en 2005 où Kratos affronte et tue le dieu Arès qui est son rival, Persée affronte et tue Arès dans le film.
  - On découvre dans God of War II sorti en 2007 que Kratos est un demi-dieu car il est le fils de Zeus comme Persée bien que Kratos soit un personnage inventé pour le jeu et ne soit pas tiré des mythes contrairement à Persée.
  - La plus grande partie du scénario du jeu tient cependant du troisième opus[réf. nécessaire], God of War III sorti en 2010. Dans ce jeu, Kratos part à l'assaut du Mont Olympe avec l'aide des Titans qu'il a libérés et va provoquer la fin des dieux grecs qu'il va affronter les uns après les autres. On assiste également dans le film à la fin des dieux qui meurent les uns après les autres excepté Hadès qui survit mais perd son pouvoir, il n'est pas précisé s'il est devenu mortel ou non. Les raisons de la fin des dieux sont cependant différentes, les humains prient les dieux de moins en moins et se rebellent contre eux comme dans le premier film, ce qui provoque l'extinction des dieux. De plus, ce n'est pas Kratos le demi-dieu qui libère les Titans mais Arès et Hadès qui tentent ainsi de sauvegarder leur immortalité.

### Comparaisons avec les films de 1981 et 2010: ressemblances, différences, allusions
- La chouette mécanique que l'on aperçoit brièvement dans le film dans le repaire d'Héphaïstos n'est autre que Bubo, la chouette mécanique du film Le Choc des Titans de 1981, offerte à Persée par Athéna (dont la chouette est le symbole) et qui constituait un personnage à part entière. En effet, Zeus demandait à Athéna d'offrir sa chouette à Persée pour lui venir en aide car elle voit tout et pourrait lui être d'une grande utilité mais Athéna voulant garder sa chouette, elle demande à Héphaïstos d'en construire une réplique mécanique pour Persée, cela explique sa présence chez Héphaïstos dans ce film car c'est lui qui l'a fabriquée. Elle apparaissait déjà brièvement comme allusion dans Le Choc des Titans de 2010 dans la salle des armes des soldats à Argos. Il semble ici qu'elle tienne un petit rôle muet car Héphaïstos parle avec elle et semble être le seul à pouvoir l'entendre.
- Persée et Io forment un couple dans le film de 2010, alors que Persée est lié à Andromède dans la version de 1981, conformément à la mythologie. Dans cette suite, on apprend la mort de Io au cours des dix années séparant les deux films et à la fin, Persée échange un baiser avec Andromède, ce qui sous-entend qu'il va désormais vivre en couple avec elle, ce qui rétablit la conformité à la mythologie.

### Précisions historiques
- Dans Le Choc des Titans de 2010, il était question de la « légion » d'Argos, concept anachronique, puisque la légion est un type de corps d'armée inconnu des Grecs anciens, qui utilisaient la phalange. La légion est inventée par les Romains : la légion romaine. La réalité historique est rétablie dans La Colère des Titans où les soldats d'Argos parlent de s'organiser en « phalanges » pour repousser les ennemis.
- Le nom de Mantius, chef des soldats d'Argos, est un nom latin désignant le genre d'araignée mantius. Il est incohérent qu'étant grec, il porte un nom à consonance latine.
- Les « catapultes » (sic) utilisées lors de la bataille finale sont en réalité des trébuchets, inventions médiévales.
- Andromède, devenue reine d'Argos après la mort de ses parents dans le premier film, est désignée par Persée comme reine de Grèce. Cela ne correspond pas aux mythes antiques ni à l'histoire. Dans les mythes antiques, les parents d'Andromède, Céphée et Cassiopée, régnaient sur l'Éthiopie alors qu'ils deviennent souverains de Jaffa dans le film de 1981 et d'Argos en Grèce dans celui de 2010, peut-être pour justifier le choix d'acteurs caucasiens occidentaux. De plus, la Grèce antique était découpée en Cités-États ayant différents systèmes politiques comme la monarchie, la république ou la ploutocratie. Ce n'est que plus tardivement qu'elle aura une unité politique et Argos n'a jamais été la capitale de la Grèce à aucune époque.

## Autour du film
À l'écran titre au début du film, il est inscrit La colère du Titan et non La colère des Titans[réf. nécessaire].

### Suite
Alors que ce deuxième film n'est sorti qu'en mars 2012, un troisième volet a déjà été annoncé. Les scénaristes de ce second film, David Leslie Johnson et Dan Mazeau, ont été réengagés pour cette deuxième suite. En 2019, ce projet semble cependant au point mort.